# Nacala
(14°30′S 40°41′E / -14.500, 40.683). 

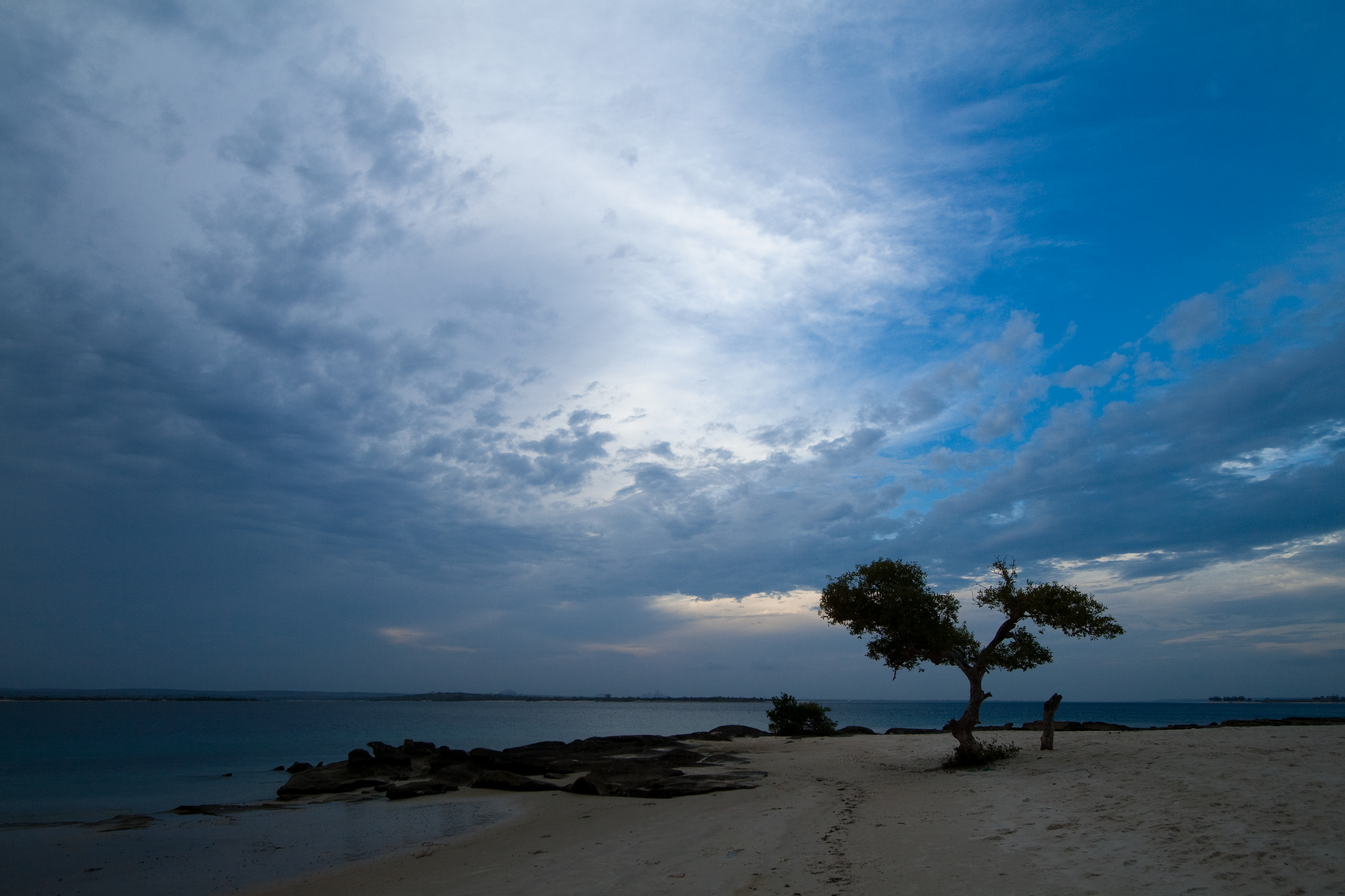
Playa de nacala.

Nacala es una población de la provincia de Nampula, al noreste de Mozambique, en la costa del océano Índico.

## Geografía
El casco urbano abarca unos 15 km. La ciudad está unida a la capital provincial por una carretera asfaltada, en mal estado, de 204 km.

## Historia
La población suburbana pertenece casi en su totalidad a la tribu macúa. Al llegar la independencia nacional (25 de junio de 1975), el nuevo gobierno de la FRELIMO (Frente de Liberación de Mozambique) estaba compuesto por líderes del sur (machanganas) y del extremo norte (makondes), por ser ellos precisamente los más comprometidos con la.

## Economía
Es el puerto natural más profundo en la costa del este de África.
Posee industrias del cemento y de la elaboración de nueces del anacardo. 

## Demografía
Cuenta con una población de 164 309 habitantes, siendlo la cuarta ciudad más poblada del país.